# Andrena punctatissima
Andrena punctatissima là một loài Hymenoptera trong họ Andrenidae. Loài này được Morawitz mô tả khoa học năm 1866.